# رستوران (فیلم ۱۹۸۲)
رستوران (انگلیسی: Diner) فیلم کمدی-درام ساختهٔ بری لوینسون و محصول سال ۱۹۸۲ است.